# Spisek (powieść)
Spisek – powieść Władysława Lecha Terleckiego z 1966 roku. Powieść ta zapoczątkowała cykl powieści tego autora poświęconych powstaniu styczniowemu. 

## Treść
Treścią powieści są ostatnie dni życia Stefana Bobrowskiego, przywódcy „Czerwonych”, który zmuszony został do pojedynku z hrabią Adamem Grabowskim. Ponieważ Bobrowski był krótkowidzem i kiepskim strzelcem, wynik starcia był z góry przesądzony. Większą część książki zajmuje podróż pociągiem za pruski kordon, gdzie pojedynek ma się odbyć. Przez ten czas bohater zarówno rozmyśla o aktualnych sprawach, jak i cofa się myślami w przeszłość, co powoduje, że w powieści nie brakuje retrospekcji.